# ناصر خمیس
ناصر خمیس (عربی: ناصر خميس مبارك) بازیکن سابق فوتبال اهل امارات متحده عربی است.
وی عضو تیم ملی فوتبال امارات متحده عربی در جام جهانی فوتبال ۱۹۹۰ بوده است.